# Txiki Begiristain
Aitor Begiristain Mujika (Olaberría, Guipúzcoa, 12 de agosto de 1964), conocido como Txiki Begiristain, es un exfutbolista español que jugó en los años 80 y 90 del siglo XX. Se distinguió como uno de los mejores extremos zurdos de España en la Real Sociedad de San Sebastián, F. C. Barcelona, Deportivo de la Coruña y de la selección española de fútbol. En su palmarés como jugador destacan una Recopa de Europa, una Copa de Europa, una Supercopa de Europa, cuatro ligas de España y dos Copas del Rey. 
Desde junio de 2003 hasta julio de 2010 fue el director deportivo del Fútbol Club Barcelona que, bajo su dirección técnica, en seis temporadas ganó dos ligas de campeones (2005-2006 y 2008-2009; hasta entonces el club solo poseía una), cuatro ligas de España y una Copa del Rey, entre otros títulos, después de una larga temporada sin que el Barcelona hubiera logrado ninguno. Fue director de Fútbol del Manchester City, cargo que ostentó desde 2012 hasta 2025 cuando se retiró del cargo.

## Biografía

### Real Sociedad
Txiki Begiristain ingresó en la Real Sociedad de San Sebastián en 1980, a los 16 años de edad, tras haber jugado dos temporadas en el Segura, y dos en el Olaberría. Empezó jugando en el filial de la Real, el Sanse, pero pronto ingresó en el primer equipo de la mano de Alberto Ormaetxea. Era la temporada 1982-1983. 
Begiristain jugó un total de seis temporadas en la Real, hasta la temporada 1987-1988. Durante este período coincidió con una gran generación de futbolistas como Luis Arconada, Roberto López Ufarte, José Mari Bakero, Jesús Mari Zamora, Jesús Mari Satrústegui, o Luis López Rekarte. Junto a ellos conquistó una Copa del Rey (1986-1987). Curiosamente su último gran partido con la Real fue la final de Copa de la temporada 1987-1988 que el conjunto donostiarra perdió (0-1) ante el F. C. Barcelona, el club por el que ficharía la temporada siguiente junto a José Mari Bakero y Luis López Rekarte y cuya participación en competiciones europeas dependía, precisamente, del triunfo en dicha final, motivo por el cual la actuación de los tres jugadores en el partido siempre ha sido cuestionada en buena parte de la afición txuriurdin.

### F. C. Barcelona
Txiki Begiristain llegó al F. C. Barcelona junto a otros dos exjugadores de la Real Sociedad (José Mari Bakero y Luis López Rekarte), en el verano de 1988, en el mismo momento en que llegaba Johan Cruyff para hacerse cargo del banquillo azulgrana. Siempre se rumoreó que los fichajes de los tres jugadores vascos no los solicitó Cruyff, sino Javier Clemente, que en principio había sido el escogido por el presidente Núñez para dirigir a la plantilla barcelonista.
Sea como fuere, lo cierto es que los tres, especialmente Begiristain y Bakero, se convirtieron rápidamente en piezas básicas del proyecto de Cruyff, que construiría el mejor F. C. Barcelona que se había visto hasta entonces, en cuanto a títulos y satisfacción social se refiere.
Begiristain permaneció siete temporadas en el conjunto catalán, hasta 1995. De todos los componentes del llamado Dream Team (Zubizarreta, Bakero, Koeman, Laudrup, Stoichkov, Guardiola, Romário...) Johan Cruyff siempre dijo que Txiki era el más inteligente.
Empezó jugando como extremo izquierdo, posición en la que había destacado en la Real Sociedad. Pero al paso del tiempo, y con la evolución que experimentaron los planteamientos de Cruyff, acabó jugando en cualquiera de las posiciones de ataque o como mediapunta. El conjunto de Cruyff (hasta la llegada de Romário) no jugaba con un delantero centro estático. Los puntas iban rotando constantemente de posición, despistando a los defensores rivales, y buscando los espacios entre líneas. Y ese planteamiento ayudó a Txiki a exhibir las mejores de sus cualidades. Su rapidez de movimientos, su juego al primer toque, su facilidad en el regate y la asistencia eran una constante amenaza para los rivales. A ello, cabía añadir la frecuencia con la que marcaba goles apareciendo desde atrás.
Todo ello, unido a su extrovertido carácter y simpatía, y al hecho de ser uno de los primeros jugadores no catalanes que se esforzaron en aprender y hablar en catalán, lo convirtió en uno de los preferidos de la afición.
En sus siete temporadas barcelonistas acumuló una auténtica colección de títulos. Ganó, como títulos más destacados, cuatro Ligas españolas consecutivas, entre 1991 y 1994, y la Copa de Europa de 1992, en el estadio londinense de Wembley, aunque Txiki vio aquel partido desde el banquillo.
Txiki volvió a jugar (esta vez como titular) otra final de la Liga de Campeones (después de la final de 1992 se le cambió el nombre a la competición). Fue la de 1994, que el conjunto catalán perdió ante el AC Milan por 0-4, en Atenas, tres días después de haber ganado la liga española. 
Tras aquella derrota europea, el F. C. Barcelona inició una renovación de la plantilla que afectó a Txiki un año después. El club le dio la baja en 1995, poniendo fin a la etapa azulgrana de Txiki como jugador. Y sólo como jugador porque, ocho años después, en el 2003, regresaría al club como director deportivo, asumiendo las tareas de creación de la plantilla en la junta de Joan Laporta.

### Deportivo de La Coruña
Con la carta de libertad en el bolsillo, Txiki pudo negociar con varios clubs, que podían ficharle sin tener que desembolsar traspaso. Begiristain estuvo a punto de fichar por el Athletic Club, pero finalmente se decantó por el Deportivo de La Coruña, que ya se había convertido en uno de los grandes del fútbol español y cuyo entrenador era entonces el galés John Benjamin Toshack, antiguo entrenador suyo en la Real Sociedad, con el que mantenía una excelente relación.
Txiki jugó dos años en el conjunto gallego, las temporadas 1995-1996 y 1996-1997, con desigual participación en el equipo. El primer año fue titular indiscutible, disputó 33 partidos de Liga y marcó dos goles. Pero el Deportivo, a pesar de que había armado un equipo para intentar ser campeón, no tuvo los resultados que esperaba y acabó en novena posición, lejos de las plazas europeas. 
El segundo año le fue mejor al Depor, que acabó tercero en la Liga, pero peor a Txiki, que con el nuevo entrenador tan sólo disputó 10 partidos de Liga.
El 22 de junio de 1997 Txiki Begiristain jugó el que sería no solo su último partido con el Deportivo de La Coruña, sino también su último partido oficial en España. Era la última jornada de la temporada y se enfrentaban en Riazor el Depor y el Extremadura. El partido acabó con victoria gallega por 1 a 0. El gol lo marcó Txiki.

### Retirada en Japón
En las dos siguientes temporadas militó en el equipo Urawa Red Diamonds, donde dio por finalizada su carrera deportiva.

### Selección española
Txiki jugó un total de 22 partidos con la Selección española de fútbol, en los que marcó un total de seis goles. Debutó en la Selección el 24 de febrero de 1988, en el partido España-Checoslovaquia (1-2). Con la Selección participó en la Eurocopa de 1988 y en la Copa Mundial de Fútbol de 1994 en Estados Unidos. Precisamente en ese Mundial jugó su último partido con la selección, el 2 de julio de 1994. Fue un España-Suiza de octavos de final que ganó el combinado español por 3 a 0, y en el que Begiristain marcó uno de los goles.
En sus 22 partidos con la selección, ganó 12 partidos, empató 4 y perdió 6.

### Comentarista y presentador de televisión
Una vez retirado de la práctica activa del fútbol, Txiki estableció su residencia en una población del Maresme muy cercana a Barcelona, en Cataluña. Desde allí pudo seguir muy de cerca la actualidad del F. C. Barcelona. Primero, al integrarse en el equipo de Veteranos del Club, con el que todavía sigue entrenándose cada semana y jugando partidos y torneos amistosos. Y segundo, colaborando regularmente con diversos medios de comunicación como comentarista de los partidos del F. C. Barcelona. Se convirtió en uno de los comentaristas estrella de TV3, la televisión autonómica de Cataluña, en la que incluso llegó a copresentar el espacio El Vestidor.

### Director deportivo del F. C. Barcelona
En 1999 Begiristain decidió participar en las elecciones a la presidencia del F. C. Barcelona como miembro de la candidatura del publicista Lluís Bassat, en la que también estaba integrado Joan Laporta. Bassat anunció que si él ganaba las elecciones el cargo de director deportivo del club lo ocuparía Txiki, y este participó activamente en la campaña electoral. Johan Cruyff, aunque no reveló su intención de voto explícitamente, sí manifestó públicamente que Txiki Begiristain sería el director deportivo ideal para la entidad barcelonista. Bassat, sin embargo, no pudo derrotar en las urnas al candidato continuista Joan Gaspart, que asumió la presidencia. Txiki volvió entonces a ejercer como comentarista y presentador deportivo en TV3.
En el año 2003 volvieron a convocarse elecciones a la presidencia del F. C. Barcelona. La candidatura que Lluís Bassat había encabezado en 1999 se presentó, en el 2003, disgregada en dos grupos, a causa de discrepancias internas. El joven abogado Joan Laporta formó una candidatura propia, proponiendo una ruptura total con el pasado. En su candidatura figuraba como director deportivo Txiki Begiristain, que también se desligó de Bassat. Este presentó entonces a Josep Guardiola como su candidato a director deportivo.
El modelo deportivo presentado por Laporta y Begiristain consistía en crear un círculo virtuoso mediante la combinación de fichajes de jugadores mediáticos, mundialmente conocidos, y la integración en el primer equipo de jugadores de la cantera. Otro de los objetivos era que la plantilla estuviera formada por jugadores jóvenes, que todavía no hubiesen ganado títulos, y que tuviesen hambre por conseguirlos.
Esta propuesta sedujo a los socios barcelonistas y, contra todo pronóstico, Joan Laporta ganó las elecciones por una amplia mayoría, y Txiki Begiristain se convirtió en el director deportivo del club.
Bajo su dirección técnica (y con el reconocido asesoramiento personal de Johan Cruyff), el F. C. Barcelona fichó como entrenador a Frank Rijkaard, y a jugadores como Ronaldinho, Deco o Samuel Eto'o, que volvieron a situar al club en la élite del fútbol europeo. El 14 de mayo de 2005, el F. C. Barcelona consiguió, a falta de tres jornadas para el final, el título de campeón de la Liga española de fútbol de la temporada 2004-05. Fue el primer título del club, en fútbol, en seis años. Y el primero de Txiki Begiristain como director deportivo. En la campaña 2008/2009, después de realizar una excelente gestión en los despachos y en el campo, el F. C. Barcelona, con Begiristain como director técnico y Guardiola en los banquillos, levantó los seis títulos en los que aspiraba a ganar, la Copa del Rey, la Liga, la Champions League, la Supercopa de España, la Supercopa de Europa y el Mundial de Clubs, siendo así el primer equipo en la historia del fútbol que conseguía estos triunfos. Posteriormente, en enero de 2010 el F. C. Barcelona fue escogido el mejor club de la historia por la IFFHS.
En junio de 2010, coincidiendo con el final de mandato de Laporta, Begiristain anunció también su salida del club.

### Director de Fútbol del Manchester City
El 17 de agosto de 2012, Ferran Soriano fue nombrado director ejecutivo del Manchester City F. C. de la Premier League inglesa, con el objetivo de repetir su gestión en el F. C. Barcelona. Txiki Begiristain fue designado por Soriano para hacerse cargo de la dirección de fútbol del Manchester City, cargo que dejó en el 2025 después de una exitosa gestión donde el club sumó 21 títulos.

## Clubes
- Real Sociedad de San Sebastián (España) - 1982 a 1988
- F. C. Barcelona (España) - 1988 a 1995
- Deportivo de La Coruña (España) - 1995 a 1997
- Urawa Red Diamonds (Japón) - 1997 a 1999

## Títulos

### Campeonatos nacionales
- Supercopa de España con la Real Sociedad (España) - 1982
- Copa del Rey con la Real Sociedad (España) - 1987
- Copa del Rey con el F. C. Barcelona (España) - 1990
- Liga española de fútbol con el F. C. Barcelona (España) - 1991
- Supercopa de España con el F. C. Barcelona (España) - 1991
- Liga española de fútbol con el F. C. Barcelona (España) - 1992
- Supercopa de España con el F. C. Barcelona (España) - 1992
- Liga española de fútbol con el F. C. Barcelona (España) - 1993
- Liga española de fútbol con el F. C. Barcelona (España) - 1994
- Supercopa de España con el F. C. Barcelona (España) - 1994
- Supercopa de España con el Deportivo de La Coruña (España) - 1995

### Campeonatos internacionales
- Eurocopa Sub-21 con la selección española - 1986
- Recopa de Europa con el F. C. Barcelona (España) - 1989
- Copa de Europa con el F. C. Barcelona (España) - 1992
- Supercopa de Europa con el F. C. Barcelona (España) - 1992

### Participación en competiciones de selección
- Eurocopa de Fútbol con la selección española - 1988
- Copa Mundial de Fútbol con la selección española - 1994